# Списак познатих Новосађана
Списак познатих становника Новог Сада, који живе или су живели у граду, као и оних који су у њему рођени.

## А
- Димитрије Аврамовић (1815—1855), сликар. Становао је у Улици Јована Суботића (Роткварија).
- Александар Адамовић (1838—1906), велетрговац и виноградар. Становао је у Улици краља Александра (Стари Град).
- Александар Адамовић (1877—1938), виноградар. Становао је у Улици краља Александра (Стари Град).
- Др Стеван Адамовић (1870—1945), адвокат, градоначелник (1918—1920). Становао је на Позоришном тргу (Стари Град).
- Божана Адамовић Дубска Бижић (1897—1976), оперска певачица и музички педагог. Становала је у Футошкој улици (Сајмиште).
- Алберт Ајнштајн (1879—1955), теоријски физичар, један од највећих умова и најзначајнијих личности у историји света. Становао је у Кисачкој улици у новосадском насељу Салајка 1905. и 1907. године. Посећивао је кафану „Ержебет кираљне“.
- Никола Алексић (1811—1873), сликар. У Новом Саду је учио у атељеу Арсе Теодоровића, а и касније је више пута краће боравио у граду. Као ученик, становао је у Улици Матице српске (Подбара).
- Мирослав Антић (1932—1986), књижевник и новинар Дневника. Становао је на више места у граду, између осталих на Булевару ослобођења (Лиман) и у Улици Михала Бабинке (Авијатичарско насеље).
- Владан Арсенијевић (1848—1900), природњак и књижевник.
- Борисав Атанасковић (1931—1994), југословенски и српски књижевник, сценариста, драмски писац за децу и одрасле, глумац (Државну позоришну школу у Новом Саду дипломирао 1953. године у класи Јурија Ракитина), новинар, редитељ, драматург и уредник Говорно уметничког програма за децу у Радио Новом Саду1. Становао је у улицама Доситејевој (Салајка), Беле њиве (Подбара), Вука Караџића (Сремска Каменица) и Футошком путу (Сателит).
- Богобој Атанацковић (1824—1858), књижевник из Баје. У Новом Саду је провео годину дана (1851—1852) као секретар бачког владике Платона Атанацковића.
- Јожеф Ач (1914—1990), сликар. Становао је у Улици Максима Горког (Стари Град).
- Карло Ашенбренер (1877—1940), индустријалац. Становао је у Футошкој улици (Грбавица).

## Б
- Михал Бабинка (1927—1974), песник. Становао је на Булевару краља Петра I (Сајмиште).
- Исидор Бајић (1878—1915), композитор, учитељ, издавач.
- Милош Бајић (барон) (1822—1897), народни добротвор, посланик у угарском парламенту.
- Гаврило Бајчевић (?—1849), окружни управитељ српских школа у Бачкој. Кућа му се налазила на Тргу Тозе Марковића (Стари Град).
- Јаким Јаша Баков (1906—1974), професор и атлетичар. Становао је на Булевару ослобођења (Лиман).
- Аладар Бала (1867—?), велики жупан у Новом Саду (1905—1909). Становао је у Алмашкој или Темеринској улици (Подбара).
- Јаника Балаж (1925—1988), тамбураш. Становао је у Улици Достојевског (Роткварија).
- Ђорђе Балашевић (1953—2021), музичар, кантаутор, песник, глумац. Становао на Салајци.
- Мира Бањац (рођена 1929), глумица.
- Глигорије Барусковић (1841—1927), професор. Становао је у Скерлићевој улици (Подбара).
- Мирко Беговић (1921—1976), новинар. Становао је у Футошкој улици (Адамовићево насеље).
- Наташа Беквалац (1980), певачица
- Николај Белопољски (1889—1958), капетан, гардијски официр. носилац Ордена Светог Ђорђа. Становао је на Тргу галерија (Стари Град).
- Габријел Белохорски (1837—1922), свештеник, историчар Новог Сада, дугогодишњи сениор великог Бачко-сремског евангелистичког сениората, један од најобразованијих Словака свога времена. Становао је у Улици Јована Суботића (Роткварија).
- Ђорђе Бељански (1905—1966), новинар. Становао је у Улици Петра Драпшина (Стари Град).
- Александар Бењак (1932—1990), атлетичар. Становао је у Улици Соње Маринковић (Стари Град).
- Јован Београдац (1812—1889), књижевник и краљевски капетан.
- Фрања Ферика Бергер (1909—1989), стоматолог. Становао је у Улици Душана Васиљева (Подбара).
- Петар Бига (1811—1879), српски генерал у буни 1848—1849, бранилац Србобрана. Становао је на Позоришном тргу (Стари Град).
- Озрен Бингулац (1904—1984), учитељ, оперски певач. Становао је у Улици браће Рибникар (Грбавица).
- Проф. др Бранко Бјелић (рођен 1948), редовни професор Економског факултета. Одрастао у Толстојевој улици. Данас станује на Адамовићевом насељу.
- Константин Богдановић (1811—1854), писац, адвокат. Становао је у Змај Јовиној улици (Стари Град).
- Петар Богдановић (1875—1927), професор и секретар краља Николе на Цетињу.
- Шандор Богданфи (1912—1987), књижевник и новинар. Становао је у Улици краља Александра (Стари Град).
- Тијана Богићевић (1981), певачица и представница Србије на Песми Евровизије
- Владимир Божовић (1906—1979), професор француског језика. Становао је у Улици Жарка Зрењанина (Стари Град).
- Зора Бокшан Танурџић (*1930), српски режисер, драмски педагог и писац.
- Бранислав Борота (1888—1945), адвокат, судија, градоначелник и први председник Народног одбора Новог Сада. Становао је у Улици Огњена Прице (Сајмиште) и на Трифковићевом тргу (Стари Град).
- Анастас Боцарић (1864—1944), сликар. Становао је у Улици Саве Вуковића (Подбара).
- Слободан Бошкан (1975), српски одбојкаш, олимпијски и европски шампион
- Вујадин Бошков (1931—2014), фудбалер и фудбалски тренер, олимпијски вицешампион.
- Јован Бошковић (1834—1892), професор, филолог. Становао је у Улици Мите Ружића (Стари Град).
- Лукијан Бранковић (1860—1941), комедиограф и новелиста. Становао је у Улици Руђера Бошковића (Адамовићево насеље).
- Благоје Бранчић (1860—1915), професор, преводилац. Становао је у Змај Јовиној улици (Стари Град).
- Максим Брежовски (1809—1890), учитељ и глумац.
- Рудолф Бручи (1917—2002), композитор и први декан новосадске Академије уметности, један од оснивача нове зграде опере, филхармоније и средње музичке школе и Војвођанске академије наука и уметности (ВАНУ).
- Бранислав Букуров (1909—1986), професор универзитета, академик. Становао је у Улици Стевана Брановачког (Стари Град).
- Драгутин Бурић (1907—1984), оперски певач, тенор. Становао је у Улици Максима Горког (Стари Град).
- Лазар Бута (1915—1984), диригент. Становао је у Улици Данијела Константина.

## В
- Андрија Вајлер (1932—1977), електроинжењер. Становао је на Тргу незнаног јунака (Стари Град).
- Петар Иванович Вандровски (1897—1971), инжењер, руски емигрант. Становао је у Улици војводе Путника (Стари Град).
- Раја Васиљевић (1922—1979), новинар и новински уредник. Становао је у Улици Мирослава Антића (Стари Град).
- Иванка Веселинов (1914—1990), професор и библиотекар. Становала је на Булевару ослобођења (Лиман).
- Тодор Веселиновић (1910—1991), нумизматичар, колекционар. Становао је у Улици Ђуре Јакшића (Стари Град).
- Алексије Везилић (1753—1792), учитељ, писац.
- Милован Видаковић (1780—1841), писац.
- Др Вилим Вилт (1875—1939), лекар, оснивач Јодне бање. Становао је у Улици Мирослава Антића (Стари Град).
- Ангело Влатковић (1925—1995), композитор, музичар, уредник Радио Новог Сада.
- Јарослав Војтеховски (1902—1979), композитор, диригент. Становао је у Улици Алексе Шантића (Грбавица).
- Радивој Врховац (1863—1946), професор, филолог.
- Јоаким Вујић (1772—1847), познати позоришни радник, „отац српског позоришта“.
- Никола Вујић (1901—1962), лекар-радиолог. Становао је у Футошкој улици (Грбавица).
- Иван Вуковић (1915—1990), судија. Становао је у Улици Павла Симића (Стари Град).
- Лазар Вукотић (1882—1967), учитељ. Становао је у Стеријиној улици (Подбара).
- Миро Вуксановић (рођен 1944), писац, добитник НИН-ове награде. Станује на Сателиту / Новом Насељу.
- Милош Вучевић (1974), председник Владе Србије
- Др Никола Вучковић (1892—1964), стоматолог. Становао је у Улици војвођанских бригада (Стари Град).

## Г
- Ласло Гал (1902—1976), новинар, песник и хумориста. Становао је у Улици Мише Димитријевића (Грбавица).
- Мијат Гаћиновић (1995), српски фудбалер, омладински светски и европски шампион
- Олга Гере (1942), југословенска атлетичарка, европска вицешампионка
- Андрија Герић (1977), српски одбојкаш, олимпијски и европски шампион
- Др Стеван Гоулдман (1914—1988), лекар, академик ВАНУ. Становао је у Улици Мирослава Антића (Стари Град).
- Никола Гошић (1885—1934), глумац.
- Драгослава Градинчевић-Савић (*1957), потпредседница АТИЦОМ-а, немачког Савеза професионалних тумача и преводилаца.
- Милка Гргурова (1840—1924), глумица.
- Милан Гуровић (1975-), кошаркаш, светски и европски шампион
- Јанош Гросингер (1864—1952), апотекар. Становао је у Његошевој и Улици Илије Огњановића (Стари Град).
- Јован Миленко Грчић (1846—1875), песник. У Новом Саду је похађао гимназију.
- Јован Грунчић (1994), српски репер. Одрастао је на Лиману, ишао у Карловачку гимназију.

## Д
- Ђура Давидовац (1898—1968), инспицијент СНП-а. Становао је у Натошевићевој улици (Стари Град).
- Сава Дамјанов (1956), књижевник и професор емеритус Универзитета у Новом Саду. Станује у Улици Доже Ђерђа.
- Ђура Даничић (1825–1982). Становао је у Улици Златне греде бр. 31.
- Адолф Дајч (1851—1932), инжењер, градитељ Синагоге. Становао је у Улици Јана Колара (Роткварија).
- Миливоје Деановић (1883—1938), сликар. Становао је у Гундулићевој улици (Подбара) и Кисачкој улици (Роткварија).
- Драга Дејановић (1843—1871), глумица, списатељица и борац за женска права.
- Војислав Деспотов (1950—2000), писац. Становао је на Тргу незнаног јунака (Стари Град).
- Милош Миле Димитријевић (1824—1896), правник, политичар и председник Матице српске.
- Миша Димитријевић (1846—1889), новинар и политичар.
- Трифун Димић (рођен 1956), књижевник, покретач и руководилац културних акција Рома. Посветио се културној афирмацији и еманципацији Рома у Војводини, покренуо је иницијативу за оснивање покрајинског Друштва за књижевност и језик Рома, а 1996. године, уз његово ангажовање формирана је Матица ромска, у којој му је поверена дужност председника. Сачинио је први превод Светог писма (Новог завета) на ромски језик. Становао је на Клиси / Сланој бари.
- Милан Добренов (1902—1972), професор. Становао је у Даничићевој улици (Подбара).
- Јеца Добриновић (1841—1898), глумица. Становала је у Улици Хаџић Светића (Подбара).
- Пера Добриновић (1853—1923), глумац, редитељ, управник позоришта. Становао је у Улици Хаџић Светића (Подбара).
- Нанка Добрић (1829—1912), прва српска дилетанткиња у Новом Саду. Становала је у Улици Милована Видаковића (Подбара).
- Петар Добровић (1890—1942), сликар.
- Душан Домовић Булут (1985), српски баскеташ, освајач бронзане олимпијске медаље, светски и европски шампион
- Лука Дотлић (1913—1984), театролог. Становао је у Улици Максима Горког (Стари Град).
- Милорад Багаж Драгојлов (1897—1978), професор. Становао је у Стражиловској улици (Стари Град).
- Миливој Дражетин (1952—1970), песник.
- Марко Драгосављевић (1994), српски кајакаш, европски шампион
- Младен Дражетин (1951—2015), доктор друштвених наука, интелектуалац, економиста, позоришни стваралац, песник, књижевник и филозоф. Рођен је и умро у Новом Саду. Становао је на Сателиту / Новом Насељу.
- Др Петар Дрезгић (1914—1980), професор универзитета, академик ВАНУ. Становао је у Фрушкогорској улици (Лиман).
- Михаил Дудаш (1989), српски атлетичар, освајач бронзане медаље на европском првенству
- Јефта Душановић (1861—1917), глумац СНП-а. Становао је у улицама Грчкошколској (Стари Град), Јадранској (Подбара) и Марка Нешића (Подбара).
- Станоје Душановић (1906—1987), глумац СНП-а, редитељ и хроничар. Становао је у Дунавској улици (Стари Град).

## Ђ
- Др Веселин Ђисаловић (1873—1945), професор, филолог. Становао је на углу улица Ђуре Јакшића и Николајевске (Стари Град) и у улици Пап Павла (Роткварија).
- Јован Ђорђевић (1826—1900), позоришни и јавни радник.
- Сима Ђорђевић (1813—1878), добротвор. Живео је у Улици Светозара Милетића (Стари Град).
- Бранислав Ђурђев (1908—1993), академик, професор. Становао је у Улици Васе Стајића (Стари Град) и на Булевару ослобођења (Сајмиште).
- Др Славко Ђуришић (1911—1966), гинеколог. Становао је у Улици Душана Васиљева (Подбара).

## Е
- Катинка Евингер Ковачевић (1904—1990), текстилац-уметник. Становала је у Улици Драгише Брашована (Лиман).
- Мелхиор Ердујхељи (1860—1912), историчар Новог Сада.
- Јелена Ерић (1979), српска рукометашица, светска вицешампионка
- Јосип Ернст (1861—1920), председник Јеврејске општине. Становао је у Змај Јовиној улици (Стари Град).
- Миклош Естергоми (1839—1921), мађарски официр и племић. Становао је у Јеврејској улици (Стари Град).
- Васа Ешкићевић (1867—1933), сликар. Имао је атеље у Змај Јовиној улици (Стари Град).

## Ж
- Душан Животић (1892—1964), глумац, редитељ, управник СНП-а. Становао је у Његошевој улици (Стари Град).

## З
- Андрија Задор (1908—1967), судија Врховног суда Војводине и председник Јеврејске општине. Становао је у Улици Полита Десанчића (Стари Град).
- Димитрије Зекавица (1928—1989), професор српскохрватског језика. Становао је у Сремској улици (Стари Град).
- Лајош Зилахи (1891—1974), књижевник, уредник, филмски продуцент и режисер.
- Перо Зубац (рођен 1945), књижевник. Станује на Лиману.

## И
- Иван Иванић (?—1845), молер и златар из Петроварадина, радио углавном иконе.
- Ђорђе Ивковић (1856—1920), књижар и штампар. Становао је у Дунавској улици (Стари Град).
- Александра Ивошев (1974-), српска стрелкиња, олимпијска шампионка
- Јаков Јаша Игњатовић (1822—1889), књижевник. Становао је у Улици Алексе Шантића (Грбавица).
- Др Бранко Илић (1889—1966), лекар-гинеколог и председник града Новог Сада. Становао је у Железничкој улици (Стари Град).
- Др Радослав Илић (1894—1980), адвокат, политичар. Становао је у Радничкој улици (Стари Град).
- Сава Ипић (1894—1958), сликар. Становао је у Улици Филипа Вишњића (Подбара).

## Ј
- Васа Јагазовић (1826—1890), трговац, добротвор. Становао је у Улици краља Александра (Стари Град).
- Ђура Јакшић (1831—1878), књижевник и сликар. Становао је на Тргу Тозе Марковића (Стари Град).
- Милета Јакшић (1869—1935), књижевник. Становао је у Његошевој улици (Стари Град).
- Милутин Јакшић (1863—1937), историчар, јавни радник, професор гимназије.
- Јосип Јелачић (1801—1859), хрватски бан. Рођен је у Петроварадину.
- Др Здравко Јелесић (1919—1964), радиолог. Становао је у Улици војводе Книћанина (Адамовићево насеље).
- Др Ђура Јовановић (1892—1977), оснивач и први управник Дечје болнице у Новом Саду. Становао је у Улици Илије Огњановића (Стари Град).
- Јован Јовановић (1732—1805), епископ бачки. Становао је у старом Владичанском двору.
- Јован Јовановић Змај (1833—1904), песник, књижевник, лекар, преводилац.
- Милан Јовановић (1834—1896), писац драма, путописа, позоришних чланака и приказа.
- Петар Јовановић (1800—1855), адвокат и професор.
- Слободан Јовановић (1869—1958), правник, историчар, књижевник, политичар.
- Стојан Јовановић (1900—1986), глумац и певач, члан Драме СНП-а. Становао је у Улици Милете Јакшића (Стари Град).
- Тодор Тоза Јовановић (1915—1964), градоначелник. Становао је у Улици Васе Стајића (Стари Град).
- Др Младен Јојкић (1839—1917), лекар, медицински писац, социјални радник. Становао је на Трифковићевом тргу (Стари Град).
- Коста Јорговић (1883—1918), сликар.
- Сава Јосић (1920—1979), оснивач Издавачког предузећа Матице српске. Становао је у Улици Максима Горког (Стари Град).
- Др Стеван Јосифовић (1906—1988), професор, филолог, историчар и истраживач. Становао је у улицама Ђорђа Рајковића (Подбара) и Фрушкогорској (Лиман).

## К
- Ђорђе Камбер (1821—1891), градски капетан. Становао је у Улици Јована Суботића (Роткварија).
- Илона Ковач (1914—), Новосађанка која је тренутно најстарија жива особа у Србији. ( живи у новосадском насељу сателит)
- Јован Камбер (1773—1848), градоначелник. Становао је у Улици Јована Суботића (Роткварија).
- Јован Капдеморт (1817—? после августа 1842), глумац.[1]
- Др Владимир Капор (1911—1983), академик ВАНУ, професор. Становао је у Улици Максима Горког (Стари Град).
- Др Армин Касовиц (1864—1929), председник Јеврејске општине, лекар. Становао је на Тргу младенаца (Стари Град).
- Данило Каћански (1895—1963), грађевински инжењер. Становао је на Булевару Михајла Пупина (Стари Град).
- Слободан Качар (*1957), освајач златне Олимпијске и бронзане светске медаље, профи првак света.
- Тадија Качар (*1956), освајач сребрних медаља на Олимпијским играма, светским и европским првенствима.
- Др Јован Кашић (1933—1987), професор. Становао је у Руменачкој улици.
- Михајло Келбли (1930-), реномирани кларинетиста, редовни професор на Академији уметности (у пензији) у Новом Саду. Станује у Улици Народног Фронта број 20.
- Милан Керац (1914—1980), сликар. Становао је у Улици Теодора Павловића (Адамовићево насеље).
- Јован Кешански (1879—1940), сликар.
- Др Димитрије Кириловић (1894—1956), директор Архива, научни сарадник Матице српске, педагог и историчар књижевности. Становао је у Улици Ђуре Јакшића (Стари Град).
- Јованка Кирковић (1837—?), глумица.
- Данило Киш (1935—1989), књижевник, романсијер, полемичар и преводилац. Становао је у Ћирпановој улици (Сајмиште).
- Јован Клајић (1815—1888), сликар.
- Јанош Клаћањи (?—1790), тумач за српски језик у Сремско-славонској генералној команди у Петроварадину, полиглот, јозефиниста, пријатељ Срба. Подносио је Бечу предлоге за решавање српских питања и агитовао против Турака. Због своје делатности по казни је премештен у Загреб, а затим отпуштен из државне службе.
- Душан Ковачевић (1883—1968), велепоседник. Становао је у Улици Алексе Шантића (Грбавица).
- Војислав Коларов (1925—1982), новинар, директор Стеријиног позорја, потпредседник града Новог Сада. Становао је у Улици Илије Огњановића (Стари Град).
- Љубица Коларовић (1836—1890), глумица.
- Зоран Колунџија (*1952), оснивач и уредник издавачке куће Прометеј
- Ђорђе Кондороши (1821—1891), адвокат, професор, народни посланик. Становао је у Улици Златне греде (Подбара).
- Ђерђ Копер (1842—1904), свештеник, декан Теолошког факултета у Будимпешти. Становао је у Католичкој порти (Стари Град).
- Микола Кочиш (1928—1973), русински филолог и књижевник. Творац је русинског правописа и буквара. Становао је у Улици браће Рибникар (Грбавица).
- Др Војислав Крајован (1903—1985), технолог, професор и први декан Технолошког факултета у Новом Саду. Становао је у Улици Данијела Константина.
- Др Милош Крно (1869—1917), адвокат, словачки лидер у Војводини. Сарађивао је са Србима на културном и политичком пољу, одржавао је везе са Русијом и опирао се мађаризацији. Становао је у улицама Вука Караџића и Шафариковој (Роткварија).
- Карољ Кромбхолц (1905—1991), композитор, пијаниста, педагог. Становао је у Стеријиној улици (Подбара).
- Кумела (1995), српски соло музичар, бивши члан групе „Клика”. Одрастао је на Лиману, завршио Карловачку гимназију.

## Л
- Др Бене Лајтнер (1869—1931), председник Јеврејске општине.
- Ондреј Лацо (1870—1906), учитељ и познати јавни радник Словака у Војводини.
- Лазар Лазаревић (1805—1906), професор и драмски писац.
- Арпад Лебл (1898—1983), књижевник и историчар.
- Карољ Левингер (1824—1886), председник „Хевра кадише“.
- Владимир Лежимирац (1898—1975), књижар и штампар.
- Карл Лерер (1857—1900), грађевинар.
- Крста Лозић (1901—1988), ваздухопловни официр.

## Љ
- Петар Љубојев, филмски и ТВ редитељ и теоретичар, професор универзитета.

## М
- Золтан Мађар-Унгар (1894—1951), новинар, писац и глумац.
- Јожеф Мајер (1877—1935), новинар и уредник часописа "Újvideki Hirlap", "Újvideki Ujság" и "Újvideki sport". Поборник српско-мађарског зближења. Један је од лидера Независне странке код Мађара.
- Михаљ Мајтењи (1901—1974), књижевник и уредник "Magyar Szo"-а и "Hid"-а.
- Аксентије Максимовић (1844—1873), композитор и капелник. Компоновао је песму „Где је Српска Војводина“.
- Родољуб Маленчић (1903—1959), правник, полицијски инспектор, аутор је првог аматерског филма у Југославији и истакнути спортиста, фудбалски репрезентативац Југославије.
- Др Ђорђе Малетић (1900—1976), лекар. Организовао је смештај и здравствену заштиту колониста у Војводини.
- Јован Марић (1856—1898), учитељ, уредник часописа „Виноград“ и „Школски одјек“.
- Сретен Марић (1903—1992), књижевник, академик, преводилац.
- Вук Маринковић (1807—1859), природњак.
- Ђорђе Марковић Кодер (1806–1891), песник и преводилац.
- Јоаким Марковић (?-1757), сликар.
- Јован Марковић (1811—1879), новосадски парох и сликар.
- Др Лазар Марковић (1876—1935), лекар и драмски писац.
- Михаило Марковић (1860—1917), глумац.
- Паја Марковић-Адамов (1855—1907), књижевник и професор у Карловцима. У Новом Саду је завршио гимназију.
- Аксентије Мародић (1838—1909), сликар. Радио је иконостас манастира Ковиљ.
- Иван Марушевић (1921—1984), виолиниста.
- Андрија Матић (1851—1926), професор.
- Данило Медаковић (1819—1881), историчар и публициста.
- Др Габријел Меневишеан (1864—1936), јерменски свештеник, полиглота, филолог.
- Јожеф Менрат (1863—1933), фабрикант намештаја, члан Градског одбора.
- Војин Мијатовић (1907—1986), адвокат, књижевник.
- Ђорђе Мијатовић (1848—1878), лекар, први социјалиста из Новог Сада.
- Стеван Мијатовић (1901—1929), вођа логоша (дезертера из аустроугарске војске), таксиста.
- Др Имре Милер (1909—1973), лекар, управник Покрајинске болнице.
- Сергеј Милинковић Савић (1995), српски фудбалер, омладински светски и европски шампион
- Вања Милинковић Савић (1997), српски фудбалер, омладински светски и европски шампион
- Трива Милитар (1889—1977), историчар, писац, новинар, уредник „Заставе“, хроничар Новог Сада, управник рукописног одељења Матице српске.
- Дарко Миличић (1885), српски кошаркаш, НБА шампион
- Вељко Милковић, проналазач.
- Димитрије Милованов (1912—1991), грађевински инжењер, један од организатора изградње хидро-система Дунав—Тиса—Дунав.
- Др Никола Милутиновић (1879—1970), историчар, секретар Матице српске, главни уредник „Летописа“ и „Гласа Матице српске“, аутор више монографских историјских студија.
- Никола Милутинов (1894), освајач бронзане олимпијске медаље и светски вицешапмион
- Бранислав Миндић (1939—1987), архитекта, градоначелник.
- Никола Мирков (1890—1957), хидротехнички инжењер, идејни творац хидросистема Дунав-Тиса-Дунав.
- Коста Миросављевић (1869—1948), трговац, председник града Новог Сада, председник Трговачко-индустријске коморе у Новом Саду, председник Црквене општине у Новом Саду.
- Ненад Митров (1896—1941), песник.
- Бранислав Митровић (1985), српски ватерполиста, олимпијски, светски и европски шампион
- Ђорђе Михајловић (1865—1913), учитељ, просветни и књижевни радник, писац неколико популарних књига у серији Матичиних „Књига за народ“, уредник листова „Баштован“ и „Школски гласник“.
- Никола Михајловић (1885—1942), сликар.
- Ђула Молнар (1823—1901), архитекта, градитељ Градске куће и Католичке цркве на Тргу слободе.
- Александар Морфидис-Нисис (1803—1878), композитор, наставник музике.
- Лука Мркшић (1899—1976), председник Извршног већа и Народне скупштине Војводине, првоборац.
- Лукијан Мушицки (1777—1837), песник, шишатовачки архимандрит, у Новом Саду је похађао гимназију.
- Роберт Мишкић(рођен 1979) писац. Детињство провео у Петроварадину.

## Н
- Фрањо Нађ (1923—1986), председник Извршног већа Војводине, члан Савезног извршног већа и члан Председништва Војводине.
- Јован Нако (1814—1889), народни добротвор.
- Мирјана Наранџић (1925—2008), сликарка и добротворка. Живела у Балзаковој улици (Лиман).
- Милутин Недељковић (1894—1968), учесник оба светска рата.
- Иштван Немет (1922—1985), новинар, уредник "Magyar Szo"-а, управник Новосадског позоришта и директор Стеријиног позорја.
- Шандор Немеш (1855—1905), адвокат, мецена позоришне уметности Мађара у Новом Саду. Покренуо је и издавао „Новосадски позоришни лист“, био је водећа личност мађарске Независне левичарске странке у Новом Саду.
- Јанош Немешањи (1832—1899), краљевски саветник и књижевник, угарски племић.
- Др Јован Ненадовић (1875—1966), лекар, управник Јодне бање у Новом Саду.
- Викентије Нецков (1909—1986), оперски певач, првак опере СНП-а.
- Марко Нешић (1873—1938), музичар и композитор, један од првих есперантиста у Војводини.
- Миливој Николајевић (1912—1988), сликар, академик ВАНУ, професор Академије уметности, председник Матице српске и управник Галерије Матице српске.
- Атанасије Николић (1803—1882), организатор просвете и позоришта у Србији. Живео је неколико година у Новом Саду, где је основао приватну школу цртања (1824). Од ђака основних школа и гимназије основао је 1826. дилетантску дружину. Написао је и више драмских дела.
- Рајко Николић (1911—1990), етнолог, један од оснивача и директор Војвођанског музеја, уредник Зборника за друштвене науке Матице српске.
- Ничке 3000 (1992), ем-си и репер новог таласа, један од оснивача групе „Клика”. Одрастао је на Лиману, завршио Карловачку гимназију.
- Бошко Новаковић (1905—1986), професор књижевности на Филозофском факултету у Новом Саду и први проректор Новосадског универзитета.
- Оливер Новаковић (1927—1990), адвокат, потпредседник Народне радикалне странке.
- Јоксим Новић (1807—1868), песник и приповедач.

## Њ
- Др Драго Његован (рођен 1955. године), политиколог, научни саветник, музејски саветник Музеја Војводине, публициста. Рођен у Лукавицама крај Санског Моста, у Војводину дошао 1992. године. Носилац златне медаље  Републике Србије за постигнуте резултате у очувању културног наслеђа и у области музејске делатности.

## О
- Славко Обадов (*1948), џудиста, освајач прве Олимпијске медаље (појединачни спортови) за новосадски спорт.
- Др Ђорђе Огњановић (1898—1957), лекар-интерниста.
- Др Илија Огњановић (1845—1900), лекар и писац.
- Др Марија Огњановић (1912—1990), лекар.
- Илија Округлић (1827—1897), писац. Живео је у Петроварадину.
- Захарија Орфелин (1726—1785), писац. Био је учитељ у Новом Саду. Променио је много занимања и места боравка, а умро је у Новом Саду, на имању новосадског владике. Познат му је спев „Плач Сербији“, историјско дело „Живот Петра Великог I", а покретач је и најстаријег југословенског часописа под називом „Славено-сербски магазин“.
- Васа Остојић (-1791), сликар, племић. Радио је иконостас у Успенској цркви.
- Тихомир Остојић (1865—1921), професор и писац. У Новом Саду је учио гимназију и био професор, а затим секретар и уредник Матице српске.
- Горан Обрадовић-Челе (1971), најтрофејнији атлетски тренер у историји Србије.

## П
- Миленко Пауновић (1889—1925), композитор, У Новом Саду је похађао гимназију и био једно време капелник и хоровођа.
- Јован Пачић (1771—1849), официр и песник из Баје. У Новом Саду је живео од 1813. до 1838. године.
- Др Лаза Пачу (1855—1915), социјалиста. Покренуо је први социјалистички часопис у Војводини под називом „Стража“.
- Висарион Павловић (1689—1756), епископ бачки. У Новом Саду је основао Латинску школу, прву новосадску гимназију.
- Др Милорад Павловић (лекар) (1919—1972), лекар, покрајински секретар за здравље, творац Дечјег села.
- Стеван Павловић (1829—1908), публициста и политичар. Издавао је и уређивао лист „Наше доба“, објавио је књигу о сабору у Карловцима од 1869. до 1870. године и превео историјско дело Пикоа под називом „Срби у Угарској“.
- Арса Пајевић (1841—1905), штампар, књижар, издавач и добротвор. Био је главни издавач Змајевих дела.
- Феликс Парчетић (1839—1889), велики жупан, племић. У његово време је урбанизован Нови Сад, а радио је на пољу сарадње Срба и Мађара, посебно на просветном плану.
- Василиј Александрович Пејхељ (1888—1964), професор. Један је од креатора реформе основног образовања у Краљевини Југославији.
- Јасмина Перазић (1960-), кошаркашица, члан Женске америчке куће славних.
- Јован Перваз Јоца (1885—1947), грађевински предузимач, председник СЗПД Невен 1933/1934, изградио Первазово насеље тако што је 1935. откупио земљиште од града и испарцелисао.
- Никола Перваз (1904—1977), доктор правних наука, адвокат.
- Софија Перић-Нешић (1906—1987), позоришна и филмска глумица, првакиња драме СНП-а.
- Лазар Перишић, сликар, песник, лекар и инспектор. Станује на Роткварији.
- Бошко Петровић (1922—1982), академски сликар, професор Академије уметности у Новом Саду, оснивач прве југословенске радионице за израду таписерија „Атеље 61" у Новом Саду.
- Бошко Петровић (1915—2001), књижевник и књижевни преводилац, почасни председник Матице српске и члан Српске академије наука и уметности.
- Гедеон Петровић (1785—1832), епископ бачки заслужан за оснивање гимназије.
- Ђорђе Петровић - Карађорђе (1762—1817), вожд Првог српског устанка. Интерниран је на Петроварадинску тврђаву са ограниченим кретањем 1813. године.
- Иван Петровић (1894—1962), светски познати филмски глумац.
- Гојко Пијетловић (1983), српски ватерполиста, олимпијски, светски и европски шампион
- Душко Пијетловић (1985), српски ватерполиста, олимпијски, светски и европски шампион
- Марко Подрашчанин (1987), српски одбојкаш, европски шампион
- Богданка Познановић (1930—2013), Авангардна вишемедијска уметница и професорка Академије уметности у Новом Саду.
- Гаврил Ползовић (1797—1865), градоначелник.
- Васко Попа (1922—1991), књижевник, академик, преводилац. Добитник је више књижевних награда.
- Петар Попадић (1841—1917), трговац и добротвор Матице српске.
- Гавра Попов (1926—1991), грађевински инжењер, атлетичар.
- Алимпије Поповић (1888—1967), прота, први председник МНОО у Новом Саду, писац више радова из историје Новог Сада.
- Давид Поповић (1886—1967), историчар, писац, политичар.
- Ђорђе Поповић Даничар (1832–1914), уредник часописа и преводилац. Уређивао је листове „Седмица”, „Даница” и „Србски дневник”.
- Јован Поповић (1905—1952), књижевник и револуционар.
- Константин Поповић (1795—1871), драматург.
- Лаза Поповић (1839—1892), глумац.
- мр Љубица Поповић Бјелица (1948—2018), југословенска и српска књижевница, књижевна критичарка, сценаристкиња и уредница. Живела и радила у Новом Саду и Черевићу.
- Милорад Поповић (1847—1895), књижевник и педагошки радник.
- Милош Поповић (1820—1879), политичар и новинар.
- Панта Поповић (1843—1918), новинар у „Застави“ и уредник недељног листа „Глас народа“.
- Павле Поповић (1923—2002), књижевник. Објавио је око петнаест књига поезије и добитник је неколико значајних награда и признања. Становао је у Балзаковој улици (Лиман).
- Стеван Поповић (1845—1917), политичар родом из Бечеја, највећи део живота провео је у Пешти као управник Текелијанума. У Новом Саду је живео од 1872. до 1873. године, уређујући календар „Орао“, „Српске илустроване новине“ и др. Као политичар припадао је Милетићевом покрету, а истицао се и као културни и јавни радник.
- Др Ђорђе Поштић (1928—1980), офталмолог, професор универзитета.
- Др Светозар Поштић (1896—1969), лекар, професор офталмологије, експерт Уједињених нација за трахом.
- Ангела Прокоп Јездић (1940—1971), књижевница.
- Бела Профума (1869—1932), градоначелник Новог Сада 1914-1918. године.
- Мојсије Путник (1728—1790), архиепископ и митрополит.
- Васа Пушибрк (1836—1917), професор и директор гимназије. Написао је „Историју Новосадске гимназије“.
- Милош Пушић (1980-), режисер.

## Р
- Др Ђорђе Радић (1840-1923), агроном и пољопривредни писац из Новог Сада. 1862. је покренуо први пољопривредни часопис код нас - Сељак. Писао научно-популарне књиге из области пољопривреде.
- Стефан Радичевић (1800-1871), родом из Новог Сада. Заузимао истакнуте положаје у државној управи у Кнежевини Србији. Израдио Пројекат устава за Војводину србску
- Павле Радовановић (1923-1981), академски вајар, аутор многих споменика у Новом Саду.
- Ђорђе Радојчић (1905-1970), академик, професор Филозофског факултета у Новом Саду.
- Стеван Радосављевић (1922-1984), композитор и диригент.
- Радомир Радујков (1913-1982), управник СНП-а, оснивач и потпредседник Стеријиног позорја, директор Слободне Војводине, градоначелник, председник Матице Српске 1969. године.
- Јован Рајић (1726-1801), писац и историчар. У Новом Саду је живео око девет година, а ту је завршио и своју "Историју".
- Јован Рајић (млађи) (1805-1856), први преводилац Гетеовог Вертера код нас. У Новом Саду је похађао гимназију и ту радио као адвокат.
- Ђорђе Рајковић (1824-1886), књижевник. Родио се у Новом Саду. Писао стихове и чланке из педагогије и књижевности, уређивао и издавао новинске листове, бавио се сакупљањем народних песама и приповедака, писао чланке из националне и културне историје.
- Марија Рајковић (1859-1887), глумица из Загреба. Од 1876. до 1884. наступала у новосадском позоришту.
- Сава Рајковић (1848-1880), глумац из Београда. Наступао у Српском народном позоришту.
- Симон Рајнер (1859-1939), председник "Хевра кадише".
- Јурије Ракитин Љвович (1881-1952), редитељ у СНП-у.
- Милош Ралетић (1883-1940), трговац и добротвор.
- Драгиња Ружић (1834—1905), прва професионална глумица у Срба, чланица СНП-а од оснивања
- Јосиф Руњанин (1821-1878), српски композитор и официр. Компоновао је хрватску химну. Становао у данашњој Улици Јосифа Руњанина.
- Ђура Рушкуц (1908-1980), директор Стеријиног позорја.

## С
- Реља Савић (1917-1985), професор универзитета, редован члан ВАНУ.
- Жарко Савић (1861-1929), оперски певач и управник позоришта.
- Др Милан Секулић (1884-1954), адвокат и публициста.
- Моника Селеш (1976), српска и америчка тенисарка, светски „број 1”, освајачица девет гренд слем турнира
- Нина Сеничар (1985), српска манекенка.
- Павле Симић (1818-1876), сликар.
- Георгиј Васиљевич Скропадски (1873-1925), члан руске Државне думе и члан избегличког Руског савета. Становао је на данашњем Тргу младенаца у Новом Саду.
- Слободан Соро (1978), српски и бразилски ватерполиста, освајач бронзане олимпијске медаље, светски и европски шампион
- Васа Стајић (1878-1947), професор и писац родом из Мокрина. Био је професор у Новом Саду. 1918-1919. учествовао у раду Народне управе за Банат, Бачку и Барању. Био председник Матице српске. Издавао часописе и књиге.
- Др Димитрије Стануловић (1904-1987), лекар-интерниста, професор Медицинског факултета, управник Интерне клинике у Новом Саду.
- Др Жарко Стефановић (1875-1952), градоначелник Новог Сада.
- Светислав Стефановић (1874-1944), књижевник, лекар у српским ратним болницама.
- Страхиња Стојачић (1992), српски баскеташ, светски и евркпски шампион
- Милица Стојадиновић - Српкиња (1830—1878), песникиња, родом из Буковца. Једно време је провела у Петроварадину.
- Владимир Стојанов (рођен 1952), глумац, позоришни и ТВ редитељ, продуцент и новинар.
- Лазар Стојковић (1904-1977), агроном, оснивач и први декан Пољопривредног факултета у Новом Саду, први ректор Новосадског универзитета. Творац је неколико сорти пшенице и кукуруза.
- Јован Суботић (1817-1886), политичар и књижевник. Живео у Новом Саду од 1868. до 1873. Био председник Матице српске и уредник "Летописа". Издавао лист "Народ", писао песме, приповетке, историјске расправе, оставио опширну аутобиографију.
- Каменко Суботић (1870-1932), писац и новинар. Био је библиотекар Матице српске.
- Озрен Суботић (1873-1941), у једном периоду уредник "Заставе", писац путописа са Истока "Из жутог царства".
- Савка Суботић (1834-1918), јавни радник, поборник женског покрета код Срба. Проучавала је српски народни вез и тканине у Војводини.

## Т
- Ђорђе Табаковић (1897-1971), архитекта и сликар. Израдио је пројекте за неколико великих грађевина у Новом Саду. Оставио низ слика старог Новог Сада.
- Јоргованка Табаковић (рођена 1960), гувернерка НБС, рођена у Вучитрну, живи у Новом Саду.
- Никола Танурџић (1887-1969), трговац. Подигао Танурџићеву палату у Новом Саду.
- Драган Тарлаћ (1973), кошаркаш, европски шампион.
- Сава Текелија (1761-1842), политичар, јавни радник и народни добротвор, први Србин са правним докторатом. Сакупио драгоцену библиотеку, која се сада налази у Матици српској.
- Арсеније Теодоровић (1768-1826), сликар. Урадио око 25 иконостаса, а израђивао је и портрете и композиције.
- Др Нестор Теодоровић (1895-1953), лекар хирург. Био је управник Главне покрајинске болнице.
- Миленко Тепић (1987-), кошаркаш.
- Александар Тишма (1924-2003), књижевник, књижевни преводилац, стални члан-сарадник Матице српске, члан САНУ, члан Академије уметности Берлин - Бранденбург. Писао поезију и прозу и преводио са мађарског језика. Добитник многих награда у земљи и иностранству.
- Етелка Тоболка (1919-1989), таписериста и примењени уметник, руководилац радионице таписерија на Петроварадинској тврђави.
- Бора Тот (1907-1987), шаховски мајстор, организатор шаха у Новом Саду и Војводини. Био шаховски историчар и теоретичар.
- Коста Трифковић (1843-1875), књижевник и драмски писац. Писао песме, приповетке и комедије.
- Др Јован Туроман (1840-1915), професор, филолог. Написао више уџбеника из грчког и латинског језика.

## Ћ
- Арсеније Ћирић (1826-1894), први председник Задруге Срба занатлија Новосађана.
- Иринеј Ћирић (1884-1955), епископ бачки.
- Милош Ћук (1990), српски ватерполиста, олимпијски, светски и европски шампион
- Живојин Ћулум (1911-1991), физичар, професор универзитета, пионир истраживања соларне енергије код нас.

## Ф
- Осиф Фа (1882-1971), учитељ, истакнути русински просветитељ. Један је од оснивача Руског народног просветног друштва.
- Балтазар (Божидар) Фајт (1828-1901), власник млинарске индустрије.
- Ференц Фат (1874-1934), жупник, опат. Један од оснивача дневника на мађарском језику "Дел-Бачка". Писао је црквене књиге на мађарском језику.
- Емерик Фејеш (1904-1969), сликар-наивац.
- Петер Ференци, трговац и сенатор.
- Ференц Фехер (1928-1989), књижевник и новинар.
- Радослав Филиповић (1997), српски ватерполиста, олимпијски шампион
- Др Карло Фишл (1907-1975), лекар, председник Јеврејске општине.
- Др Виктор Флат Алфелди (1856-1920), велики жупан Новог Сада, витез Гвоздене круне.
- Др Александар Форишковић (1932-1990), историчар, професор универзитета, покретач Српског биографског речника, уредник часописа "Истраживања".
- Јулије Франкћула (1875-1947), председник Јеврејске општине.
- Франц Фушхофер (1824-1890), вајар.

## Х
- Исидор Хаднађев (1909-1990), композитор, аранжер за тамбурашки оркестар, солисте и хор. Један од оснивача и први директор Музичке школе у Бечеју, уредник Српске народне музике у Радио Новом Саду.
- Боривоје Ханауска (1915-1968), редитељ, носилац Стеријине награде. Режирао велики број представа.
- Никола Хандлер (1890-1932), пројектант многих јавних грађевина.
- Др Коста Хаџи (1868-1942), адвокат и истакнути политичар. Био је један од најистакнутијих фудбалских функционера Југославије.
- Михајло Хаџидинић (1861-1941), глумац, редитељ и управник СНП-а.
- Антоније Хаџић - Тона (1833—1916), писац и уредник Летописа Матице српске, секретар и председник Матице српске, управник СНП-а. Писао приповетке и историјске чланке, као и књижевне и позоришне критике.
- Др Јован Хаџић (Милош Светић) (1799-1869), један од оснивача Матице српске и њен први председник, песник, писац историјских и филозофских расправа, преводилац, адвокат. Радио је на изради Устава Србије и водио полемику са Вуком Караџићем о језику.
- Ленка Хаџић (1860-1897), глумица.
- Др Адолф Хемпт (1874-1943), лекар, оснивач Пастеровог завода, радиолог познат у свету. Био је управник Пастеровог завода у Новом Саду.
- Каспар Херман (1798-?), професор гимназије, учитељ главне школе и велики бележник магистрата.
- Душан Хинић (1897-1972), хемичар.
- Јован Храниловић (1855-1924), гркокатолички свештеник, песник и новинар. Био је први председник Југословенског новинарског удружења, председавао Великој народној скупштини у Новом Саду 1918. године на којој је донета одлука о присаједињењу Војводине Србији.
- Георгије Хранислав (1775-1843), свештеник, професор Карловачке гимназије, епископ бачки. Издао је први кувар на српском језику и збирку надгробних говора.
- Сигисмунд Хубер, адвокат, велики бележник новосадског магистрата.

## Ц
- Др Велимир Цанић (1916-1987), професор универзитета. Један од првих професора Технолошког факултета, директор Института за хемију, сарадник Института за прехрамбену индустрију.

## Ч
- Емил Чакра (1837-1884), публициста, писац, уредник листова и алманаха.
- Др Милан Чанак (1932-1980), професор универзитета, академик ВАНУ, градоначелник Новог Сада. Био председник Друштва еколога Војводине.
- Диодор Николајевич Чернојаров (1864-1929), председник Руске колоније у Новом Саду, васпитач принца Александра Карађорђевића у Петрограду.
- Павле Чортановић (1830-1903), сликар. Радио иконостасе по Срему и Славонији. Такође је радио портрете и композиције, а бавио се и литографијом.
- Петар Чортановић (1800-1868), сликар. Радио иконостасе и портрете.

## Ш
- Др Јанко Шафарик (1812-1876), лекар, научни радник.
- Милан Шевић (1856-1937), педагог и писац. Издавао и уређивао "Педагошку књижницу" и "Педагошке класике". Предавао на Београдском универзитету.
- Адалберт Шенборн (1904-1982), стручњак за пшеницу, увео је фаринологију као науку у Југославији. Био професор и декан на Пољопривредном и Технолошком факултету у Новом Саду.
- Мартин Шиндлер (1871-1940), свештеник, консениор Бачког евангелистичког сениората.
- Ервин Шинко (1898-1967), писац, револуционар, оснивач Мађарске катедре на Новосадском универзитету.
- Фриђеш Шнајдер (1853-1922), хонведски пуковник.
- Др Георг Шосбергер (1837-1888), лекар, члан Градског представништва.
- Шандор Шосбергер (1873-1944), лекар, први управник нове болнице и шеф Акушерског одељења.
- Андрија Шрек (1930-1970), архитекта, пројектовао је многе објекте у Новом Саду, један од најплодоноснијих стваралаца у градитељској историји Новог Сада.
- Карло Штолц Заплетал (1895-1964), хотелијер.
- Миленко Шуваковић (1923-1978), редитељ, драматург, директор Драме СНП-а и позоришни теоретичар.
- Јожеф Шулхоф (1905-1970), књижевник и публициста, уредник Мађар Со-а. Написао више књижевних радова и објавио књигу о опери.
- Станислав Шумарски (пре 1783-1845), официр и писац.